# حارة حمراء علب (صنعاء)
حارة حمراء علب هي إحدى حارات حي القلفان بمديرية السبعين إحدى مديريات العاصمة اليمنية صنعاء، بلغ تعداد سكانها 5211 نسمة حسب تعداد اليمن لعام 2004.